# سميدلي بتلر
كان سميدلي دارلينجتون بتلر (30 يوليو 1881- 21 يونيو 1940)، الملقب بصاحب العين الثاقبة الكبيرة ضابطًا كبيرًا في فيلق المشاة البحرية الأمريكية والذي قاتل في كل من الثورة المكسيكية والحرب العالمية الأولى. وكان بتلر وقت وفاته أكثر جنود البحرية الحاصلين على الأوسمة في تاريخ الولايات المتحدة. وفي أثناء حياته المهنية التي استمرت 34 عاما كقائد بحري،  شارك في العمليات العسكرية في الفلبين والصين وأمريكا الوسطى ومنطقة البحر الكاريبي أثناء حروب الموز وفرنسا في الحرب العالمية الأولى. أصبح بتلر لاحقًا ناقدًا صريحا للحروب الأمريكية ونتائجها. كما كشف أيضًا عن خطة مزعومة لإسقاط حكومة الولايات المتحدة أن ذاك.
عند نهاية مسيرته المهنية، استلم بتلر 16 ميدالية خمس منها للأعمال البطولية وهو واحد من ضمن 19 رجلًا الذين استلموا ميدالية الشرف مرتين، وواحد من ضمن ثلاثة تمت مكافأتهم في كل ميدالية ترقية استثنائية في فرقة المشاة البحرية «جنبًا إلى جنب مع ويندل ريفيل ودايفيد بورتر» وميدالية الشرف، وهو جندي المشاة البحرية الوحيد الذي تمت مكافأته بميدالية الشرف للترقية الاستثنائية وميداليتي شرف، كل منهما في أعمال منفصلة.وفي عام  1933أصبح منظمًا إلى مناظرة بعنوان لعبة الأعمال، عندما اخبر هيئة تابعة للكونغرس بأن مجموعة من الصناعيين الأثرياء كانوا يخططون لانقلاب عسكري للإطاحة بفرانكيل دي روزفيلت، مع اختيار بتلر ليقود مسيرٍة من المخضرمين وليصبح دكتاتورًا، مشابهًا لأنظمة الحكم الفاشية في ذلك الوقت.أنكر جميع الأفراد وجود المؤامرة وسخرت وسائل الأعلام من الادعاءات، ولكن اثبت التقرير النهائي الصادر من قبل هيئة خاصة في مجلس النواب بعض من شهادات بتلر.
وفي عام 1935، ألف  كتابا بعنوان الحرب هي مضرب، وهو كتاب قائم على شرح ونقد الأعمال التي قامت فيها الولايات المتحدة في أعمالها الخارجية والحروب، من ضمنها الذي يرتبط فيها، بما في ذلك الشركات الأمريكية والدوافع الامبريالية الأخرى ورائها. وبعد تقاعده من الخدمة، أصبح متحدثًا شعبيًا يتكلف، الاجتماعات المنظمة من قبل صناع السلام، المخضرمين، ومجموعات الكنائس في 1930.

## بدايات حياته
ولد سميدلي دارلنغتون في 30 يوليو، عام 1981، في غرب تشيتسر، بنسيلفانيا، الأكبر بين ثلاثة أخوة. أبواه توماس ومادوك بتلر، كانوا منحدرين من عائلات فلاحين محلية من نسل أمريكي بالكامل، كل الذين كانوا في ما يسمى الآن بالولايات المتحدة منذ عام 1600. والده كان محاميًا، قاضيًا أصبح لاحقًا ل31 عامًا، عضو في الكونغرس ورئيس لهيئة شؤون البحرية في مجلس النواب خلال فترة أدارة هاردينج وكوليدج. كان جده لأم سميثلي دارلنغتون، عضوا في الكونغرس الجمهوري منذ 1887 إلى 1891.
ارتاد بتلر ثانوية الأصدقاء غرب تشيستر، واتبعها بمدرسة هارفرد، والتي هي مدرسة ثانوية مشهورة لأبناء الطبقة العليا من عائلات فيلادلفيا. كرياضي في هارفارد، أصبح كابتن فريق البيسبول للمدرسة والظهير ألربعي لفريقه في كرة القدم، غادر المدرسة ضد رغبة والده ل 38 يوما قبل ميلاده السابع عشر ليدخل لقوات المشاة البحرية خلال الحرب الاسبانية الأمريكية.  بالرغم من ذلك كافأته هارفرد بشهادة الدراسة الثانوية في 6يونيو، 1898،  قبل نهاية سنته الأخيرة نصت على انه أكمل الكورس العلمي «مع الائتمان».

## المهنة العسكرية

### الحرب الأسبانية الأمريكية
في خضم الحرب الأسبانية الأمريكية في،1898  كذب بتلر بخصوص عمره ليتسلم رتبة عسكرية مباشرة كملازم ثاني في المشاة البحرية.تدرب في العاصمة واشنطن، في ثكنات البحرية في زاوية الشارع الثامن وزاوية شارع ألI SE. وفي تموز ذهب إلى معتقل غاونتانا موفي، كوبا، واصلا بعد فترة قصيرة من الاجتياح والقبض عليه. رجعت شركته للولايات المتحدة، بعد وقت قصير وبعد انقطاع قصير عين في الجوالة المدرعة USS NEW YORK لأربعة أشهر. بعدها إلى الوطن العربي ليتم تسريحه من الخدمة في فبراير1899، لكن في 8 أبريل  1899قبل تسليمه رتبة عسكرية بصفة ملازم أول في قوات المشاة البحرية.

### الحرب الفلبينية الأمريكية
أرسله مشاة البحرية إلى مانيلا، الفلبين. مع القليل لفعلة، لجأ بتبر إلى شرب الكحول لتخفيف الملل. صار ثملًا لمرة وكان مسرحًا من القيادة لفترة مؤقتة بعد حادثة غير معروفة في غرفته.
في أكتوبر1899، شهد معركته الأولى عندما قاد 300 جندي من  مشاة البحرية للاستيلاء على مدينة نوفيليتا من الثوار الفلبين المعروفين ب أل (insurrects). في اللحظات الأولى من الهجوم أصيب ضابطة الأول. شعر بتلر بالذعر قليلًا، ولكنه استعادة رباطة جأشه بسرعة وقاد جنوده لملاحقة العدو الهارب.  وبحلول الظهر فرقت المشاة البحرية الثوار واستولت على المدينة. قتل واحد من مشاة البحرية وأصيب عشرة وخمسين آخرون يعانون جراء الحرارة الاستوائية العالمية.
وبعد المتعة في معركته أصبحت مهمة، غاريسون روتينًا مرة أخرى.لدى بتلر وشم كبيرًا جدًا لنسر وكرة أرضيه ومرساة صنع ليبدأ من حقله وليمتد إلى خصره.التقى أيضا ليتلون والر، زميل في البحرية والذي صنع معه صداقة على مدى العمر. عندما استلم والر قيادة شركة في غوام، كان مسموحًا له باختيار خمسة ضباط لأخذهم معه. وقد اختار بتلر. قبل إن يرحلوا تغيرت أوامرهم، وأرسلوا إلى الصين على متن USS SOLACE ليساعدوا على إحباط ثورة الملاكم.

### انتفاضة الملاكم
مرة في الصين، معينا بشكل أولي تنسين. وكان طرفًا في معركة تينسين التي اندلعت  في 13 يوليو، من العام 1900 وفي رحلة غاليسي اللاحقة، وخلال هذا رأى البقايا المدمرة للجنود اليابانيين. عندما رأى ضابط مشاة البحرية أخر يسقط مصاباً، وعبر مجرى مائيًا لإنقاذه. وكان بتلر قد أصيب في الفخذ حينها. ساعده جندي المشاة البحرية آخر للوصل إلى بر ألامان ولكنه أصيب أيضًا. بالرغم من ساقه المصاب، ساعد بتلر الضابط المصاب.للنهاية أربعة رجال مذكورين استلموا ميدالية الشرف في المعركة الضابط بتلر. ليلتون T.W والر، هنئه بشكل شخصي وكتب جوائز كهذه يمكن أن تقدر للضباط التالين الملازم سميدلي دي بتلر للقيادة المثيرة للإعجاب لرجاله في معارك الأسبوع لإنفاذه رجلا مصابا على حساب حياته الشخصية وتحت أطلاق نار كثيف. الضباط المفوضين: لم يكونوا مؤهلين لاستلام ميدالية الشرف، بدلا من ذلك استلم بتلر ترقية إلى كابتن بواسطة مرسوم كان يتعافى في المستشفى لأسبوعين، قبل عيد ميلاده التاسع عشر. كان مؤهلا لميدالية الترقية في قوات المشاة البحرية عندما  تم اختراعها في 1921، وكان واحد من الجنود العشرين الوحيدين الذي استلموا هذه الميدالية وتقول رسالة تكريمه: تنقل وزارة البحرية بسرور ميدالية التفوق إلى الملازم أول دارلنغتون سميدلي بتلر،  من قوات المشاة البحرية، للولايات المتحدة والتي يتم التتويج فيها وفقا لقانون26 لعام (1921) للأداء المذهل والخدمة العامة في حضور العدو إثناء الخدمة مع الفرقة القتالية للمشاة الحربية بالقرب من تينسين، في الصين، في13 من يوليو لعام 1900. في 28من مارس عام 1901، يعين الملازم أول بتلر كابتن بموجب مرسوم ليأخذ الرتبة 13 من يوليو لعام 1900.

### حروب الموز
شارك بتلر في سلسلة من المهن «عمل الشرطة»  وتدخلات من الولايات المتحدة في أمريكا الوسطى ومنطقة البحر الكاريبي، والتي يطلق عليها عادة حروب الموز لان هدفها حماية المصالح التجارية الأمريكية، وخاصة تلك المصالح الخاصة بشركة الفاكهة المتحدة. كان لهذه الشركة حصص مالية كبيرة في إنتاج الموز والتبغ وقصب السكر وغيرها من المنتجات في جميع أنحاء منطقة البحر الكاريبي وأمريكا الوسطى والأجزاء الشمالية من أمريكا الجنوبية.

## روابط خارجية
- سميدلي بتلر على موقع IMDb (الإنجليزية)
- سميدلي بتلر على موقع إن إن دي بي (الإنجليزية)